# Qārenjeh-ye Bozorg
Qārenjeh-ye Bozorg (persiska: قارنجه بزرگ) är en ort i Iran.   Den ligger i provinsen Västazarbaijan, i den nordvästra delen av landet, 500 km väster om huvudstaden Teheran. Qārenjeh-ye Bozorg ligger 1 303 meter över havet och antalet invånare är 462.
Terrängen runt Qārenjeh-ye Bozorg är platt åt nordost, men åt sydväst är den kuperad.Runt Qārenjeh-ye Bozorg är det ganska tätbefolkat, med 155 invånare per kvadratkilometer. Närmaste större samhälle är Sīmmīneh, 5,9 km söder om Qārenjeh-ye Bozorg. Trakten runt Qārenjeh-ye Bozorg består till största delen av jordbruksmark.